# Nils Sustrate
Nils Sustrate (* 1. September 1931 in Hamburg; † 17. Mai 1999 ebenda) war ein deutscher Musiker, Fernseh- und Hörspielkomponist und Musiklehrer an Schulen und Hochschulen.

## Leben und Wirken

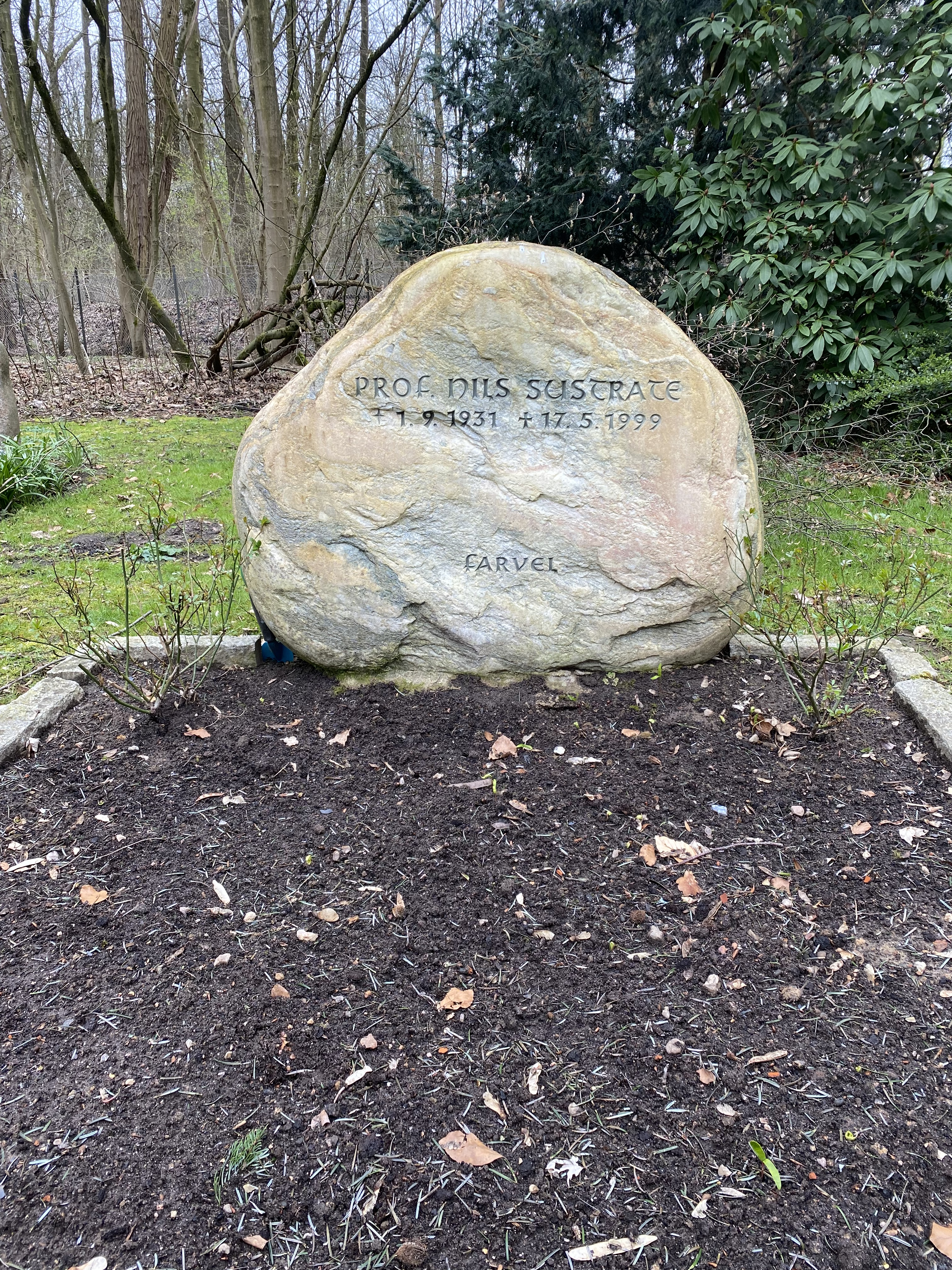
Grabstätte auf dem Waldfriedhof Volksdorf

Sustrate erhielt seine künstlerische Ausbildung in den frühen 1950er Jahren an der Hochschule für Musik und Theater Hamburg und war anschließend, noch im selben Jahrzehnt, an der Gründung des literarischen Kabaretts Die Buchfinken, deren musikalische Leitung er übernahm, beteiligt. Als Musiklehrer und Komponist arbeitete er fortan auch an Schulen und an seiner alten alma mater, wo Sustrate eine Professur für angewandte und populäre Musik übernahm. Überdies komponierte Nils Sustrate Bühnen- und Hörspielmusiken aber auch einzelne Lieder und Chansons sowie Stücke für Chor und Orchester.
Seine Liebe zum Jazz sollte sich auch in seinen Kompositionen für Kino-, Fernseh- und Werbefilme niederschlagen. Nach sporadischen Tätigkeiten in diesem Sektor während der 1960er Jahre begann Nils Sustrate seit Beginn der 1970er regelmäßig für das Fernsehen zu komponieren. Sustrate ist besonders für seine enge und (von 1970 bis 1977) kontinuierliche Kollaboration mit Wolfgang Petersen, den er bereits seit dem vorangegangenen Jahrzehnt gut kannte, in Erinnerung. Petersens Tatort-Krimis mit Klaus Schwarzkopf gehören zu Sustrates wichtigsten Fernsehkontributionen; Sustrates Komposition für Reifezeugnis besitzt mittlerweile Kultcharakter.
Nach Petersens Abgang nach Hollywood – Sustrate weigerte sich, trotz inständigen Bittens Petersens, beharrlich, ihm dorthin zu folgen – wurde Sustrate als Fernsehkomponist kaum mehr beschäftigt, und er komponierte nur noch sporadisch für den Tatort, darunter drei Inszenierungen Jürgen Rolands.
Nils Sustrate ruht auf dem Hamburger Waldfriedhof Volksdorf.

## Filmografie
- 1960: Geliebtes, blaues Abendkleid (Dokumentarfilm)
- 1964: Stein der Weisen – gibt es den? (Zeichentrickkurzfilm)
- 1965: Stadt auf Stelzen
- 1968: Ich nicht (Kurzfilm)
- 1971: Ich werde dich töten, Wolf
- 1971: Tatort: Blechschaden
- 1972: Anna und Totò
- 1972: Tatort: Strandgut
- 1973: Smog
- 1973: Tatort: Jagdrevier
- 1973: Van der Valk und die Reichen
- 1974: Tatort: Nachtfrost
- 1974: Aufs Kreuz gelegt
- 1975: Die Stadt im Tal
- 1975: Stellenweise Glatteis
- 1975: Tatort: Mordgedanken
- 1975: Tatort: Kurzschluß
- 1976: Hans im Glück
- 1976: Tatort: Reifezeugnis
- 1977: Die Konsequenz
- 1979: Tatort: Alles umsonst
- 1979: Tatort: Freund Gregor
- 1981: Tatort: So ein Tag …
- 1983: Tatort: Der Schläfer
- 1990: Tatort: Lauf eines Todes
- 1991: Der Wenzel (Kurzdokumentarfilm)

## Hörspiele
- 1958: Ernst-Otto Schlöpke: Dat Schüttenbild – Regie: Hans Tügel
- 1959: Paul Hinrich Cassun: Abelke Bleken, de Hex vun Ossenwarder – Regie: Hans Tügel
- 1960: Heinz Bredendiek: Bott för de Doden – Regie: Hans Tügel
- 1962: Anonymus: Dat Düvelsspill. Nach dem Redentiner Osterspiel – Regie: Hans Tügel
- 1963: Ludwig Rathcamp: De Bremer Stadtmusikanten – Regie: Hans Tügel, Jutta Zech
- 1963: Karl Otto: De verloren Wiehnachtssteern – Regie: Günther Siegmund
- 1964: Unbekannt: Reinke de Voss – Regie: Friedrich Schütter
- 1966: Hans Heinrich Rottgardt: Familje Lammers (1. Teil) – Regie: Hans Tügel
- 1967: Hans Heinrich Rottgardt: Familje Lammers (2. Teil) – Regie: Hans Tügel
- 1967: Hans Heitmann: De Düppler Sturmmarsch – Regie: Hans Tügel
- 1968: Hans Heinrich Rottgardt: Familje Lammers (3. Teil) – Regie: Hans Tügel
- 1974: Max un Moritz. Söben Hansbunkentöög na de Riemels vun Wilhelm Busch – Regie: Friedrich Schütter